# اوگاوا سوکه‌تادا

محل جایگیری کوتسوکی موتوتسونا در نبرد سکیگاهارا و در کنار واکیساکا یاسوهارو، اوگاوا سوکه‌تادا و آکازا نائویاسو، با رنگ زرد مشخص شده است.

اوگاوا سوکه‌تادا (به ژاپنی: 小川 祐忠 Ogawa Suketada) (۱۵۴۹–۱۶۰۱ میلادی) یک سامورایی اهل ژاپن بود. وی در نبرد سکیگاهارا به پیروی از کوبایاکاوا هیده‌آکی به سپاه غربی خیانت کرد.